# 위험한 아이
《위험한 아이》(영어: The Good Son)는 미국에서 제작된 조지프 루빈 감독의 1993년 스릴러, 드라마 영화이다. 매콜리 컬킨, 일라이자 우드 등이 출연하였고, 메리 앤 페이지 등이 제작에 참여하였다.

## 출연
- 매콜리 컬킨 - 헨리 에번스 역
- 일라이자 우드 - 마크 에번스 역
- 웬디 크루슨 - 수전 에번스 역
- 데이비드 모스 - 잭 에번스 역
- 대니얼 휴 켈리 - 월리스 에번스 역
- 재클린 브룩스 - 앨리스 대븐포트 역
- 퀸 컬킨 - 코니 에번스 역
- 애슐리 크로 - 재니스 에번스 역
- 로리 컬킨 - 리처드 에번스 역

## 기타 제작진
- 공동 제작: 마이클 E. 스틸
- 미술: 빌 그룸
- 의상: 신시아 플린트